# Serrobius pulchellus
Serrobius pulchellus är en mångfotingart som beskrevs av Ottis Robert Causey 1942. Serrobius pulchellus ingår i släktet Serrobius och familjen stenkrypare. Inga underarter finns listade i Catalogue of Life.